# Karen Holliday
Karen Holliday (Nelson, 12 de febrero de 1966) es una deportista neozelandesa que compitió en ciclismo en la modalidad de pista. Ganó una medalla de oro en el Campeonato Mundial de Ciclismo en Pista de 1990, en la prueba de puntuación.

## Medallero internacional
| Campeonato Mundial | Campeonato Mundial | Campeonato Mundial | Campeonato Mundial |
| Año                | Lugar              | Medalla            | Competición        |
| ------------------ | ------------------ | ------------------ | ------------------ |
| 1990               | Maebashi (Japón)   | Medalla de oro     | Puntuación         |